# Thé de feuilles de bibacier

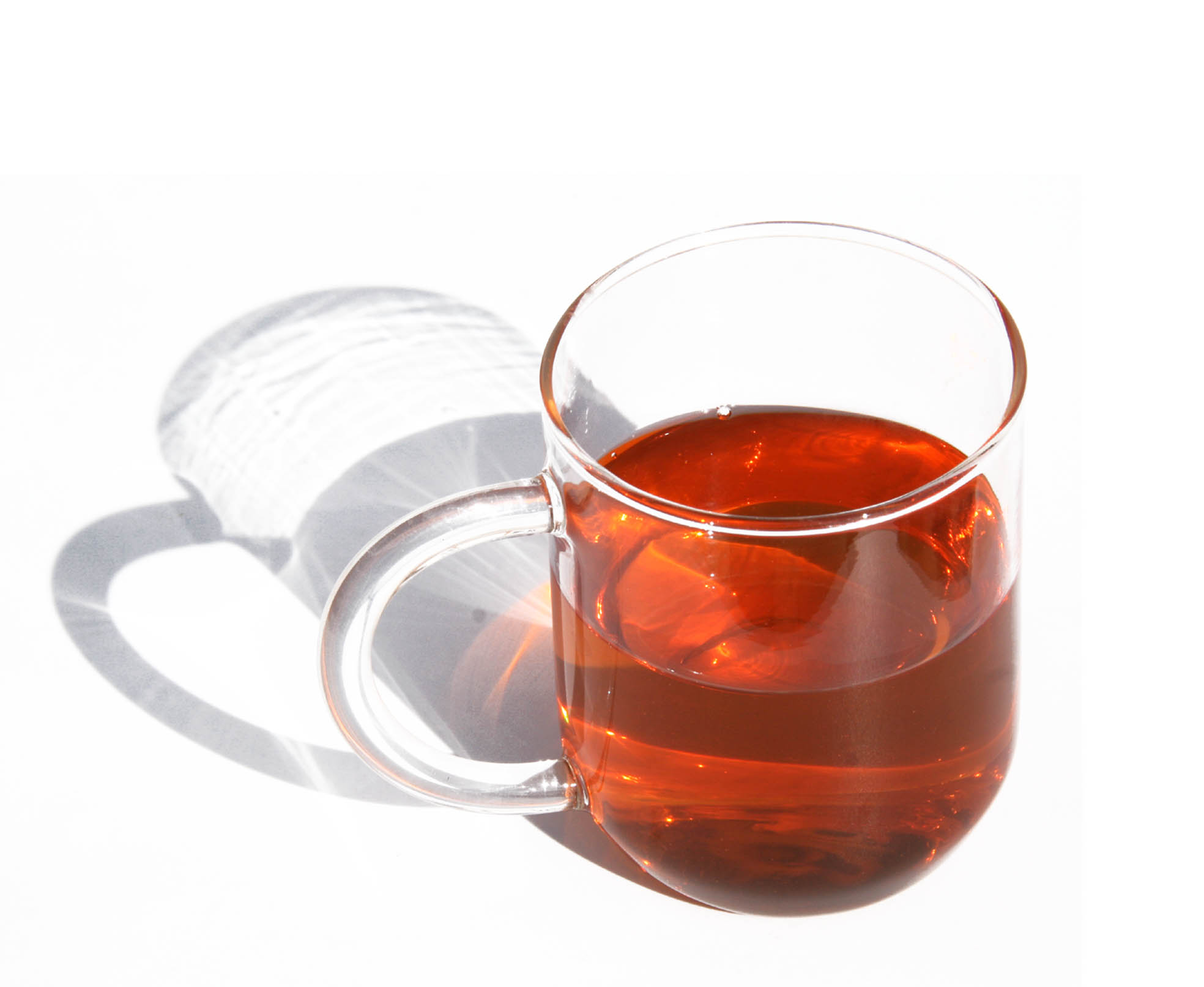
Thé de feuille de bibacier

Le thé ou tisane de feuilles de bibacier, également thé de feuilles de néflier du Japon, est une décoction de feuilles de bibacier (Eriobotrya japonica Thunb.), d'usage ancien en Chine, en Corée et au Japon.
La richesse de cette feuille en antioxydants suscite de nombreuses publications et recherches, principalement dans ces trois pays, ainsi qu'une diffusion commerciale en Occident. Les feuilles de certaines des espèces sauvages du genre Eriobotrya entrent également dans le champ des recherches, les obtenteurs chinois (2025) ont trouvé des fortes teneurs antioxydante chez des hybrides F1 des cultivars 'Ninghaibai' et 'Oobusa'. 

## Dénomination
En Chine, il est nommé 枇杷叶茶 (bibacier-feuille-thé pipà-yé-cha), au Japon びわ茶 (biwa-tcha), en Corée 비파잎차 (bipaip cha) et en anglais Loquat leaves tea.

## Préparation des feuilles
Les plus grandes feuilles, d'un vert foncé, d'un poids supérieur à 9 g (les petites feuilles contiennent des saponines), sont récoltées toute l'année, aucune étude ne donne une période optimale de récolte au regard des composés actifs. Elles sont ensuite lavées et frottées pour éliminer les poils bruns cotonneux, puis tranchées en lanières de 1,5 cm qui sont finalement séchées.
Plusieurs méthodes de conservation se rencontrent : feuilles sèches conservées dans du miel, conservées telles quelles, rapidement grillées à la poêle. Les feuilles déshydratées à 40 ° C donnent des extraits alcooliques avec les valeurs les plus élevées d'activités phénoliques totales et antioxydantes .

## Préparation du thé
Le thé se fait par une décoction de 15 minutes qu'on laisse reposer quelques heures. La boisson obtenue est d'une belle couleur ambrée, au goût de pomme, buvable sans sucre, chaude ou froide. Cette méthode d'extraction des composés phénoliques a été comparée favorablement à l'extraction à l’eau subcritique.
La consommation préconisée relève le plus souvent des usages (1 à 3 tasses par jour). Pour le diabète de type 2 une étude (2010) mentionne 3 tasses par jour d'un mélange thé vert thé de bibacier fermenté. En médecine chinoise, le thé de feuille de bibacier est souvent associé à d'autres plantes selon les indications.

## Utilisation

### Indications en médecines traditionnelles chinoise et japonaise
Le thé de feuille de néflier du Japon est traditionnellement utilisé en Chine, en Corée et au Japon contre la toux et l'asthme et diverses affections. Dès 1874, Philibert Dabry de Thiersant écrit dans La matière médicale chez les Chinois : « sa feuille amère dissout les inflammations, arrête la toux et la soif, apaise la mélancolie et renforce l'estomac ».
Le thé de feuille de bibacier est commercialisé comme complément alimentaire, avec un cortège d'indications rarement démontrées chez l'homme.
L'extrait de feuille de néflier du Japon est analysé par les chercheurs orientaux qui ont mis en évidence la présence d'antioxydants : phénols, flavonoïdes, triterpènes (parmi lesquels l'acide ursolitique) et polysaccharides. Les publications sont régulières et détaillées. De nouveaux potentiels thérapeutiques qui méritent d'être explorés ont été découverts au XXIe siècle.
- En 2010, une équipe coréenne a confirmé expérimentalement une action anti-inflammatoire et analgésique[13] et une équipe chinoise a classé le néflier du Japon en seconde position sur 56 plantes utilisées en médecine traditionnelle pour son contenu en antioxydant[14], les plantes sauvages ayant un potentiel antioxydant plus élevé qu'un cultivar domestiqué[15].

L'action anti-inflammatoire a été spécialement confirmée pour la bronchite chronique en expérimentation animale,, sur la toux et l’asthme chez la souris et le cobaye. Le mécanisme d'action a été décrit en 2015 chez le rat.
- Une action antidiabétique a été démontrée chez le rat[20], elle est due à une flavonolignane[21],[22].
- Le mécanisme génétique et les cibles de transcription de l'extrait d'acide triterpénoïde de feuille de bibacier pour prévenir l'hyperlipidémie et la résistance à l'insuline ( syndrome métabolique) est décrit chez la souris en 2020 [23].

### Indications découvertes par la recherche contemporaine
Des revues détaillées des activités des extraits de nèfle du Japon sont publiées régulièrement. En 2016 un travail extensif porte aussi sur les extraits de fruit et de fleur. En 2021 Iraqi Journal of Pharmaceutical Sciences a publié une revue à jour avec une bibliographie suffisante.

#### Ostéoporose
- Ostéoporose : à la suite d'études sur les activités estrogéniques des plantes de la médecine traditionnelle chinoise[25], une équipe japonaise montre que la feuille de bibacier prévient la détérioration de la densité osseuse chez la souris ovariectomisée [26]. Sous la direction du même chercheur, Hui Tan, le mécanisme d'action de l'acide ursolique[27] est décrit en 2015[28] suivi d'une étude sur l'activité anti-ostéoporose de la feuille de bibacier[29]. Puis en 2019 d'une mise en évidence de l'action de l'acide ursolique de la feuille de bibacier comme inhibiteur de la différenciation des ostéoclastes en ciblant une protéine de transport (Exportin 5  ou XPO5)[30].

#### Anti-oxydant
- T.K. Lim (2012)[31] ajoute aux activités anti-oxydantes, anti-inflammatoires, anti-hyperglicémiques, antiallergiques, des activités anti-cancer décrites depuis 2000 (cancer de la bouche, des glandes salivaires, leucémie, du pancréas[32]), hépato-protectrice (2002), rénoprotectrice (2004) et gastroprotectrice (2008). L'activité antitumorale et immunomodulatrice a été démontrée chez la souris H 22 atteinte d'un cancer du foie[33] (2018).
- Les activités anti-oxydantes[31] se manifestent encore par un effet neuroprotecteur (capacité cognitive chez la souris[34] et des adolescents[35]).
- Les composés anti-inflammatoires et anti-tumoraux dont 16 acides triterpéniques sont en cours d'inventaire et de vérification sur le modèle murin[36].
- Les tanins des feuilles de nèfle se composent de catéchine, de gallocatéchine, gallocatéchine gallate et afzelechine type B et quelques type A. Ces proanthocyanidines  sont des inhibiteurs de type mixte (A et B) de l'α-amylase[37].

#### Probiotique
- Un travail chinois sur la digestion simulée in vitro des polysaccharides des feuilles de nèfle montre qu'elles sont dégradées et consommées par le microbiote intestinal humain. La population des bactéries Megasphaera, Megamonas, Bifidobacterium, Phascolarctobacterium et Desulfovibrio croit ainsi que la production la production d'acides gras à chaîne courte. Les auteurs concluent qu'il existe un potentiel prébiotique de ces feuilles[38].

### Toxicité éventuelle
En 2011, l'administration de 10 g/kg d'extrait de feuille de bibacier pendant 28 jours consécutifs à des rats des deux sexes, puis en 2016 de différentes doses jusqu'à 6 g/kg à des souris ont permis de constater l'absence d'effet indésirable chez ces animaux,.

## Miscellanées
Le néflier du Japon doit être éclairci par réduction du nombre de fleurs qui sont une matière première disponible. Il existe un thé de fleurs de bibacier séchées . Une publication taiwanaise (2023) a évalué l’activité antioxydante et les performances anti-inflammatoires de l'extrait aqueux les fleurs de nèfle et montré que le thé de fleur de bibacier a une bonne évaluation sensorielle avec une infusion 45 min à 90°C. Il réduit efficacement les réponses inflammatoires en réduisant les prostaglandines 2 qui sont impliquées dans le processus inflammatoire.
Une publication brésilienne (2020) rapporte une expérimentation de l'huile essentielle de feuille de bibacier administrée par voie orale à des souris. Elle met en évidence un potentiel anti-inflammatoire et antihyperalgésique dans des modèles d'inflammation articulaire aiguë et persistante .
Les feuilles séchées de bibacier peuvent être incorporées dans des produits alimentaires tels que le tofu, les biscuits et les nouilles .